# IntEnz
IntEnz (Integrated relational Enzyme database) ist eine Datenbank, welche Informationen über per EC-Nummer geordnete Enzyme beinhaltet. Die Datenbank ist die offizielle Version dieses EC-Systems, welches von der International Union of Biochemistry and Molecular Biology (IUBMB) entwickelt wurde. Sie wurde außerdem in Kollaboration mit dem Swiss Institute of Bioinformatics (SIB) erstellt.